# دومينيكو ري
دومينيكو ري (بالفرنسية: Dominique Rey)‏ (و. 1952 – م) هو عالم عقيدة، وكاهن كاثوليكي، من فرنسا، ولد في سانت إتيان.

## مناصب
تولى منصب أسقف.